# Агилар де ла Фронтера
Агилар де ла Фронтера (на испански: Aguilar de la Frontera) е населено място и община в Испания. Намира се в провинция Кордоба, в състава на автономната област Андалусия. Общината влиза в състава на района (комарка) Кампиния Сур. Заема площ от 168 km². Населението му е 13 693 души (по преброяване от 2010 г.). Разстоянието до административния център на провинцията е 50 km.

## Демография
| 1996   | 1998   | 1999   | 2000   | 2001   | 2002   | 2003   | 2004   | 2005   | 2006   |
| ------ | ------ | ------ | ------ | ------ | ------ | ------ | ------ | ------ | ------ |
| 13 334 | 13 397 | 13 416 | 13 393 | 13 435 | 13 508 | 13 546 | 13 522 | 13 589 | 14 000 |

## Икономика
Маслините и бялото вино на Агилар се ценят в цяла Испания. На юг от селището има две малки езера, Зонар и Ринкон, в които има риба.
До 60% от населението се занимава със селскостопанска дейност в даден момент през годината, макар че селското стопанство заема само 30% от икономическата активност на селището.